# Power Macintosh G3

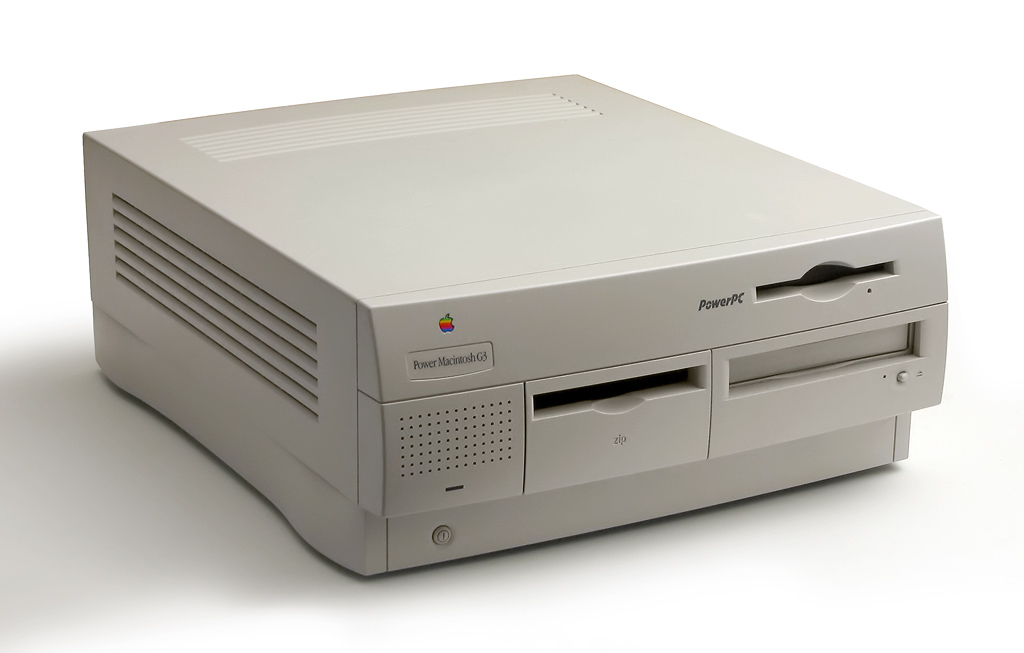
Power Macintosh G3.

O Power Macintosh G3, comumente chamado de beige G3s ou platinum G3s, foi uma série de computadores pessoais lançados pela Apple Inc. de novembro de 1997 a janeiro de 1999. Foi o primeiro Macintosh a usar o PowerPC G3 (PPC750)